# Relations entre le Brésil et le Guyana
Les relations entre le Brésil et le Guyana sont les relations diplomatiques entre la république fédérative du Brésil et la république du Guyana. Les deux pays partagent une frontière commune longue de 1 605 kilomètres.
Le Brésil a une ambassade à Georgetown et le Guyana a une ambassade à Brasilia.